# Edward Idris Cassidy
Edward Idris Cassidy AC (Sydney, 5 de juliol de 1924 – Newcastle, Austràlia, 10 d'abril de 2021) fou un cardenal australià de l'Església catòlica. Fou el President emèrit del Consell Pontifici per a la Promoció de la Unitat dels Cristians a la Cúria Pontifícia i presidí la Comissió per a les relacions religioses amb el judaisme. Va ser elevat al Col·legi Cardenalici el 28 de juny de 1991, i la seva carrera ha estat marcada pel servei diplomàtic representant les relacions exteriors de la Santa Seu.

## Biografia
Cassidy va néixer a Sydney. Mentre que estudiava la secundària un sacerdot de la parròquia de Sant Fèlix li desaconsellà fer-se prevere perquè no havia acabat la seva educació secundària, no havia estudiat a escoles catòliques i el seu rerefons familiar era "incòmode", a causa de les dificultats financeres que patien després de la mort del seu avi al 1939. Treballà al departament de transport de Nova Gal·les del Sud com a empleat, havent abandonat la seva escolarització. Al 1942 es dirigí directament a l'arquebisbe Norman Thomas Gilroy de Sydney per presentar-li el seu cas per ingressar al sacerdoci; l'arquebisbe Gilroy acceptà i ingressà al St. Columba's College (seminari), Springwood, al febrer de 1943.
Va ser ordenat prevere de la diòcesi de Sydney el 23 de juliol de 1949 a la catedral de Santa Maria de Sydney pel cardenal Gilroy. El pare Edward Bede Clancy va ser ordenat al mateix temps. Es presentà voluntari per ser enviat a la diòcesi de Wagga Wagga, i el gener de 1950 va ser destinat a la petita parròquia de Yenda.

### Servei diplomàtic
Al 1952, el bisbe Francis Henschke de Wagga Wagga li demanà si volia anar a Roma per estudiar dret canònic; acceptà i marxà a Roma l'1 de setembre de 1952. Completà els seus estudis a la Pontifícia Universitat Laterana de Roma, on va obtenir el doctorat en dret canònic al juliol de 1955 amb una dissertació sobre la història i la naturalesa jurídica de les delegacions apostòliques; i a l'Acadèmia Pontifícia Eclesiàstica des d'octubre de 1953, on va obtenir una diplomatura en estudis diplomàtics. Després de finalitzar els seus estudis, s'uní al servei diplomàtic de la Santa Seu el juliol de 1955.
Serví a les nunciatures a l'Índia, Irlanda i Portugal. Va ser nomenat conseller a la delegació apostòlica als Estats Units al juny de 1967, però com que el nunci a Irlanda, l'arquebisbe Giuseppe Sensi, va ser enviat a la nunciatura de Portugal, va haver de quedar-se a Dublín fins al novembre, quan va ser nomenat conseller a la nunciatura de El Salvador, on es quedà fins a finals de 1969, esdevenint conseller de la nunciatura a l'Argentina fins a la seva promoció a l'episcopal al 1970.
Als 46 anys, el 27 d'octubre de 1970, va ser nomenat bisbe titular d'Amantia i Pro-nunci apostòlic a la República de la Xina. Va ser consagrat el 15 de novembre pel cardenal Jean-Marie Villot, assistit pels arquebisbes Giovanni Benelli i Matthew Beovich. Posteriorment serví com a Pro-nunci apostòlic a Bangladesh, i després com a delegat apostòlic a Sud-àfrica i a Lesotho.

### Servei a la Cúria Pontifícia
Serví a Sud-àfrica fins al 6 de novembre de 1984, quan va ser nomenat pro-nunci apostòlic als Països Baixos, on serví fins al 1988, quan va ser nomenat substitut del Secretariat d'Estat a la Cúria Pontifícia. Després de només un any va ser nomenat com a president del Consell Pontifici per a la Promoció de la Unitat dels Cristians. Al consistori del 28 de juny de 1991 el Papa Joan Pau II el creà cardenal diaca de Cardenal-Prevere de Santa Maria in Via Lata. El 26 de febrer de 2001 va prendre l'opció oberta als cardenals diaques de ser elevats al rang de cardenals preveres després d'una dècada com a cardenal diaca.
Al 1999 va ser conjuntament responsable de la "Declaració Conjunta sobre la Doctrina de la Justificació", àmpliament rebut com un document ecumènic de pau. Reflexionant sobre això, Cassidy comentà que «Si el dia del Judici el Senyor em pregunta si no vaig fer res, li podré dir que vaig signar la "Declaració Conjunta sobre la Doctrina de la Justificació."»
Es retirà al 2001 i tornà a la seva Austràlia nativa. Després del seu retir, en el període entre l'elevació al Col·legi cardenalici de George Pell el 21 d'octubre de 2003 i fins al 80è aniversari d'Edward Bede Clancy el 13 de desembre, va haver-hi 3 cardenals electors australians per primera vegada en la història. Va perdre el dret a votar en un conclave el 5 de juliol de 2004 en complir els 80 anys, de manera que no va poder participar ni al conclave de 2005 ni al del 2013.
El seu llibre titulat "Rediscovering Vatican II – Ecumenism and Interreligious Dialogue" va ser publicat el 2005, coincidint amb el 40è aniversari de la declaració ecumènica conciliar Nostra aetate. El llibre va fer una contribució significativa al diàleg internacional interreligiós.
Durant el seu viatge a Austràlia en ocasió de la Jornada Mundial de la Joventut 2008, celebrada a Sydney, el Papa Benet XVI convidà a pregar pel cardenal Cassidy, car la seva salut havia empitjorat.

## Honors
Company de l'orde d'Austràlia – en reconeixement del servei a les religions i als afers internacionals (11 de juny de 1990)
 Gran Creu de cavaller de l'orde al merit de la República Italiana (19 de novembre de 1988)
Al 2006, l'Església Mormona a Austràlia presentà Cassidy amb un premi pels seus esforços en portar un millor enteniment a les gents del món. Atorgant el premi "John Simpson Standing for Something" pel seu paper en construir relacions interfe arreu del món, el Gran Mormó Paul Sybrowsky va dir que «Els Sants dels Darrers Dies han vist que el cardenal Cassidy és realment un home ple de fe i coratge per ajudar a fer aquest món millor per a tots els que hi vivim». En un missatge de felicitació, el Primer Ministre de Nova Gal·les del Sud Morris Iemma (també catòlic) afirmà que «cap australià havia arribat a major eminència a l'Església Catòlica, i cap ha sigut un servent tant devot a la causa de l'ecumenisme i del diàleg interfe»